# Нескучное (Харьковская область)
Неску́чное (укр. Нескучне) — село в Веселовском сельском совете Харьковского района Харьковской области Украины.
Код КОАТУУ — 6325180503. Население по переписи 2001 года составляет 91 (41/50 м/ж) человек.

## Географическое положение и акватория
Село Нескучное находится на берегу реки Муром (в основном на правом) на склоне балки Муромка; выше по течению на расстоянии менее 1 км расположено село Зелёное, ниже по течению на расстоянии в 3 км расположено село Весёлое.
К западной части села примыкают два водоема (т.н. ставка), а также садоводческое общество «Муромец».

## История
- 1750 — ориентировочная дата основания[источник не указан 1091 день].
- В статистических списках населённых мест 1862 года Нескучное присутствует как владельческое село. Местонахождение указано как "при речке Муромчике" и "По правую сторону старой большой дороги из г. Белгорода в г. Чугуев". Тогда там было 28 дворов, в которых проживало мужчин - 132, женщин - 136. От центра уезда 50 км.[3]
- В конце XIX века в Нескучном были православная церковь, конезавод и две ветряные мельницы.[4]
- В 1937[1]-1940 годах, перед Великой Отечественной войной, в Нескучном было 64 двора и сельсовет;[5] на располагавшемся севернее хуторе Серебряко́в, названном в честь семьи Серебряковых,[5] было 6 дворов; в Сурядновке, названной по фамилии владельца Суряднова — 5 дворов.[6]
- С конца мая 1942 по 9 августа 1943 года село находилось под оккупацией армии Вермахта.
- С 24 февраля 2022 года в ходе вторжения России на Украину село находилось под оккупацией армии агрессора[7]. 12 сентября 2022 года в ходе контрнаступления на востоке Украины ВСУ полностью освободили село.

## Улицы
Село имеет 4 улицы: Новосёловская, Старая Нескучная, Кочережка, Лансере.

## Известные люди
Николай Николаевич Бер (1844, Саратов — 1904, Рязанская губерния) — чиновник Главного управления уделов, шталмейстер, действительный статский советник, почётный мировой судья Белгородского уезда Курской губернии. С 1875 г. по 1885 г. владелец земель, мукомольной мельницы, Нескучанского конезавода и усадьбы в с. Нескучное.

...в 1884 г. Николай закладывает имение Нескучное в Белгородском уезде под ссуду в 23000 руб. звонкой монетой, а в 1885 г. с целью избавиться от долга, продает основную часть Нескучного коллежскому асессору, брату своей жены, Е.А. Лансере.— Социальная адаптация немцев в Российской империи последней трети XVIII- начала XX вв.: на примере родов Бер
Евге́ний Алекса́ндрович Лансере́ (12 [24] августа 1848, Моршанск — 23 марта [4 апреля] 1886, Нескучное, ныне Харьковского района Харьковской области) — коллежский асессор, русский скульптор-анималист, почётный вольный общник Академии художеств (1876).

...после долгих переговоров Евгений Александрович выкупил усадьбу Нескучное с половиной конезавода. Так скульптор воплотил еще одну свою давнюю мечту и стал настоящим помещиком. Теперь его жизнь определяли сельский труд, усадебные работы и конезавод.— Евгений Лансере. Неизвестные факты жизни и творчества
Бенуа Екатерина Николаевна Архивная копия от 19 января 2021 на Wayback Machine (1850 — Санкт-Петербург — 1933 — Ленинград) — дочь архитектора Николая Леонтьевича Бенуа, старшая сестра архитектора Леонтия Николаевича Бенуа, мать художников Евгения Евгеньевича Лансере, Зинаиды Евгеньевны Серебряковой, архитектора Николая Евгеньевича Лансере. Член-учредитель Первого дамского художественного кружка Архивная копия от 24 января 2021 на Wayback Machine (1882). Посещала Рисовальные классы ИАХ (первая половина 1870-х); занималась под руководством П. П. Чистякова. Писала пейзажи, жанровые и анималистические композиции; много работала в технике акварели; занималась копированием живописных произведений. Помогала в работе мужу, Е. А. Лансере. Жила в Петербурге (Петрограде — Ленинграде). Летние месяцы 1880-х — 1910-х проводила в семейном имении в с. Нескучное.
Александр Николаевич Бенуа (фр. Alexandre Benois; 21 апреля [3 мая] 1870, Санкт-Петербург — 9 февраля 1960, Париж) — брат Екатерины Николаевны Лансере (Бенуа) — русский художник, историк искусства, художественный критик, основатель и главный идеолог объединения «Мир искусства». Частый гость имения Нескучное.

Александр Бенуа, «дядя Шура» (как его называла Зинаида Серебрякова) рассказывает в своих мемуарах о поездке к сестре в их имение Нескучное, где муж любимой сестры, старший Женя, «исхудалый и согбенный, с совершенно прозрачными пальцами», а все же бодрый и в последней год жизни, искупавшись в студеной речке неподалёку от имения, выезжал верхом за ворота «с видом лихого черкеса»: он был изумительным наездником и любил лепить лошадей и других животных.
Так он описывает свой первый приезд в Нескучное: «Вид… был поистине восхитительный в своем бесконечном просторе и в своей солнечной насыщенности. Ряды невысоких холмов тянулись один за другим, все более растворяясь и голубея, а по круглым их склонам желтели и зеленели луга и поля: местами же выделялись небольшие, сочные купы деревьев, среди которых ярко белели хаты с их приветливыми квадратными оконцами. Своеобразную живописность придавали всюду торчавшие по холмам ветряные мельницы. Все это дышало благодатью и несравненно большей культурностью (почти что заграницей), нежели все то, что я видел в окрестных с Петербургом деревушках…» — Русские художники-неоакадемики дома и в эмиграции
Евгений Евгеньевич Лансере (23 августа [4 сентября] 1875, Павловск, Санкт-Петербургская губерния, Российская империя — 13 сентября 1946, Москва, СССР) — сын Е. А. Лансере, брат З. Е. Серебряковой, племянник А. Н. Бенуа — русский и советский художник. Академик Императорской Академии художеств. Народный художник РСФСР (1945). Заслуженный деятель искусств Грузинской ССР (1933). Лауреат Сталинской премии второй степени (1943). Детские годы и молодость часто гостил в семейном имении Нескучное.

Суббота. 7 Ч. утра. (Нескучное). <...> Сегодня я проснулся, как всегда, в 6 ½ ч. утра, и вышел на выгон. Оттуда прошел на ток, к скирдам, потом был в поле, пройдя по той меже, что поднимается прямо с выгона, вдоль подсолнухов, левее скирдов. Направо стояли двойные скирды озимой пшеницы; налево овес; потом балка с голубоватым противоположным скатом с рядами крестцов овса. Немного поодаль, на той стороне балки несколько вязальщиц вязали просо, а дальше над ними поднималось поле с рядами хлеба к тихому, безоблачному небу, в котором еще высоко стояло солнце. Воздух был чуден, свеж, влажен и неподвижен; трава и стерня блестели сильной росой, и все краски в этом тихом влажном и свежем воздухе принимали дивные нежные, воздушные оттенки. Направо от меня, за скошенным полем пшеницы, на черном, поросшем травой паре, на самом горизонте ходили коровы; двигалась вереница борон, и <...> сеялка сыпала семена жита. Со мной бежал бедный пес Удавка, и он тоже наслаждался, был доволен и счастлив. О, какое благоговение, мир, тишина....— из дневника Евгения Евгеньевича Лансере, 1896 г.
Зинаида Евгеньевна Серебрякова (девичья фамилия Лансере́; 28 ноября [10 декабря] 1884, Нескучное, ныне Харьковского района Харьковской области — 19 сентября 1967, Париж, Франция) — русская, украинская художница, участница объединения «Мир Искусства», одна из первых русских женщин, вошедших в историю живописи. Ученица Осипа Браза. Детство и молодость проживала и творила свои картины в Нескучном.

У нас в имении Нескучном где все, и природа, и окружавшая меня крестьянская жизнь, своей живописностью волновали и восхищали меня, и я вообще жила в каком-то «чаду энтузиазма»....— Письмо Зинаиды Серебряковой к Евгению Климову. Париж, 9 мая 1955 года
Евгений Борисович Серебряков (1906, с. Нескучное, ныне Харьковского района Харьковской области. — 1990, Ленинград) — старший сын Зинаиды Евгеньевны Серебряковой. Художник, писал акварельные пейзажи. После 1945 участвовал в восстановлении архитектурных памятников Петергофа.
Александр Борисович Серебряков (7 сентября 1907, Нескучное — 10 января 1995, Париж) — советский живописец, акварелист и декоратор. Эмигрировал во Францию после Октябрьской революции, младший сын Зинаиды Евгеньевны Серебряковой.
Екатери́на Бори́совна Серебряко́ва (28 июня 1913, Нескучное, ныне Харьковского района Харьковской области — 26 августа 2014, Париж) — французская художница российского происхождения, младшая дочь Зинаиды Серебряковой. Во Франции она вместе со старшим братом Александром занималась изготовлением макетов интерьеров, писала акварели пейзажей Франции, Швейцарии, Англии, а также акварели птиц, цветов и натюрмортов.
Зеленков Дмитрий Владимирович (1909—1951) — ленинградский художник, потомок рода Лансере-Бенуа. Детские года проводил в с.Нескучное, в имении Лансере-Серебряковых.

У каждого человека есть свое представление о счастье и о земном «рае». У многих оно связано с детством. Вот таким земным раем, для Димы Зеленкова было Нескучное.— Истории русских семей в портретах и документах

## Великая Отечественная война
В мае 1942 года на территории села велись кровопролитные бои.

Харьковская операция 1942

Из воспоминаний командующего 28-й армией Юго-Западного фронта Рябышева Д.И.:

 — А где находятся второй и третий батальоны 560-го полка? — спросил я Александра Демьяновича. — Оба батальона вышли к роще южнее села Нескучное. Прошу помочь прикрыть с воздуха. Авиация противника бомбит наши боевые порядки, транспортные самолеты сбрасывают грузы на блокированную Терновую.
Я отдал приказ представителю ВВС фронта.
В это время из 6-й гвардейской танковой бригады полковника А. М. Хасина вернулся Николай Кириллович Попель, который сообщил, что танкисты отлично обеспечили поддержку частей 175-й стрелковой дивизии Архивная копия от 9 июня 2021 на Wayback Machine. Попель рассказал о подвиге в бою за Нескучное экипажа танка политрука роты Ф. С. Борисова. В этом бою огнем и гусеницами экипаж вывел из строя до полувзвода солдат, раздавил семь дзотов, три противотанковые пушки. Немецким снарядом танк был подбит. Враги окружили боевую машину, но отважные танкисты отбили все атаки, а раненый механик-водитель Н. В. Почуев все же сумел отремонтировать подбитую машину и вывести ее с поля боя.— "Военная литература". Мемуары. Первый год войны - Рябышев Д.И.
В конце мая 1942 года Красная армия отступила и село находилось в оккупации армии Вермахта.
Силами 81-й гвардейской стрелковой дивизии под командованием Морозова И. К. 9 августа 1943 года село Нескучное окончательно освобождёно от немцев.

После пятидневных боев южнее Белгорода наши гвардейцы преследовали врага. Гитлеровские войска отступали на Харьков, и украинская земля горела под ногами фашистских бандитов. Выслушав мой доклад о переходе к обороне 282-й дивизии немцев у населенных пунктов Зеленое и Нескучное, командарм приказал 9 августа с рассветом, после артиллерийской подготовки и удара авиации, атаковать противника, прорвать его оборону и наступать на Харьков.
И вот артиллеристы 173-го гвардейского полка гвардии майора Поляковского Архивная копия от 27 сентября 2021 на Wayback Machine, 97-го полка «катюш» гвардии полковника Чумака Архивная копия от 28 января 2021 на Wayback Machine при свете луны вышли на огневые позиции.
Тишину ночи разорвал грохот артиллерийской подготовки. Позиции немцев штурмовала и авиация. Потом все затихло. И вот с шипением полетели через наши головы термитные мины, оставляя за собою длинные огненные хвосты. И сразу же взревели танковые моторы, раздалось русское суворовское «ура!» гвардейской пехоты. Вперед, в атаку!
Оборона 282-й пехотной дивизии немцев была прорвана. В упорных боях наша 81-я гвардейская дивизия разгромила фашистов и к исходу дня 9 августа овладела населенными пунктами Зеленое, Нескучное и северной окраиной Веселого. — "У СТЕН ГОРОДА" И.К. МОРОЗОВ Гвардии генерал-майор в отставке, бывший командир 81-й гвардейской стрелковой дивизии
9 августа отмечается как День села Нескучное в честь дня его освобождения.

## Религия
Нескучанская православная церковь — во время Великой Отечественной войны разрушена немецкими войсками при наступлении в 1942 году.

## Достопримечательности
- Братская могила советских воинов, погибших в годы Великой Отечественной войны. В 1957 г. установлен памятник — скульптура «Скорбящий воин с венком» (автор — Бондарь П.М.)[19][20]
- 4 апреля 1996 года по случаю 110-й годовщины от дня смерти Евгения Александровича Лансере на его предполагаемой могиле установлен кенотаф — металлический крест и ограда[21]. Автор проекта В.Я. Курило (сотрудник «Харьковреставрации»).
- 9 декабря 2010 года установлена мемориальная доска художнице Зинаиде Серебряковой по случаю 126-летия со дня ее рождения .[22]

## Культура и образование
Нескученская средняя школа образована в 1930-х годах. В начале 1990-х была закрыта.

19 апреля 1997 в клубе Нескучного, недалеко от места, где находилась усадьба Лансере, была создана экспозиция, посвящённая пребыванию Лансере-Бенуа-Серебряковых на Харьковщине. 12 апреля 2017 г. на ее базе открыт историко-культурный центр памяти семьи Лансере-Бенуа-Серебряковой. В нем представлены репродукции картин художницы, копии фотографий из архива семьи. Воссоздана гостиная барского дома в которой установлены предметы того времени: старинный пианино, венские стулья, деревянная этажерка, круглый стол, за которым могла собираться вся семья. Также можно увидеть ноты, книги, различные предметы женского туалета XIX-XX вв. На территории историко-культурного центра сохранен родник, который располагался на территории поместья. Над ним построили колодец с деревянного сруба, где каждый желающий может набрать воды.

Фото территории Историко-культурного центра Лансере-Бенуа-Серебряковых
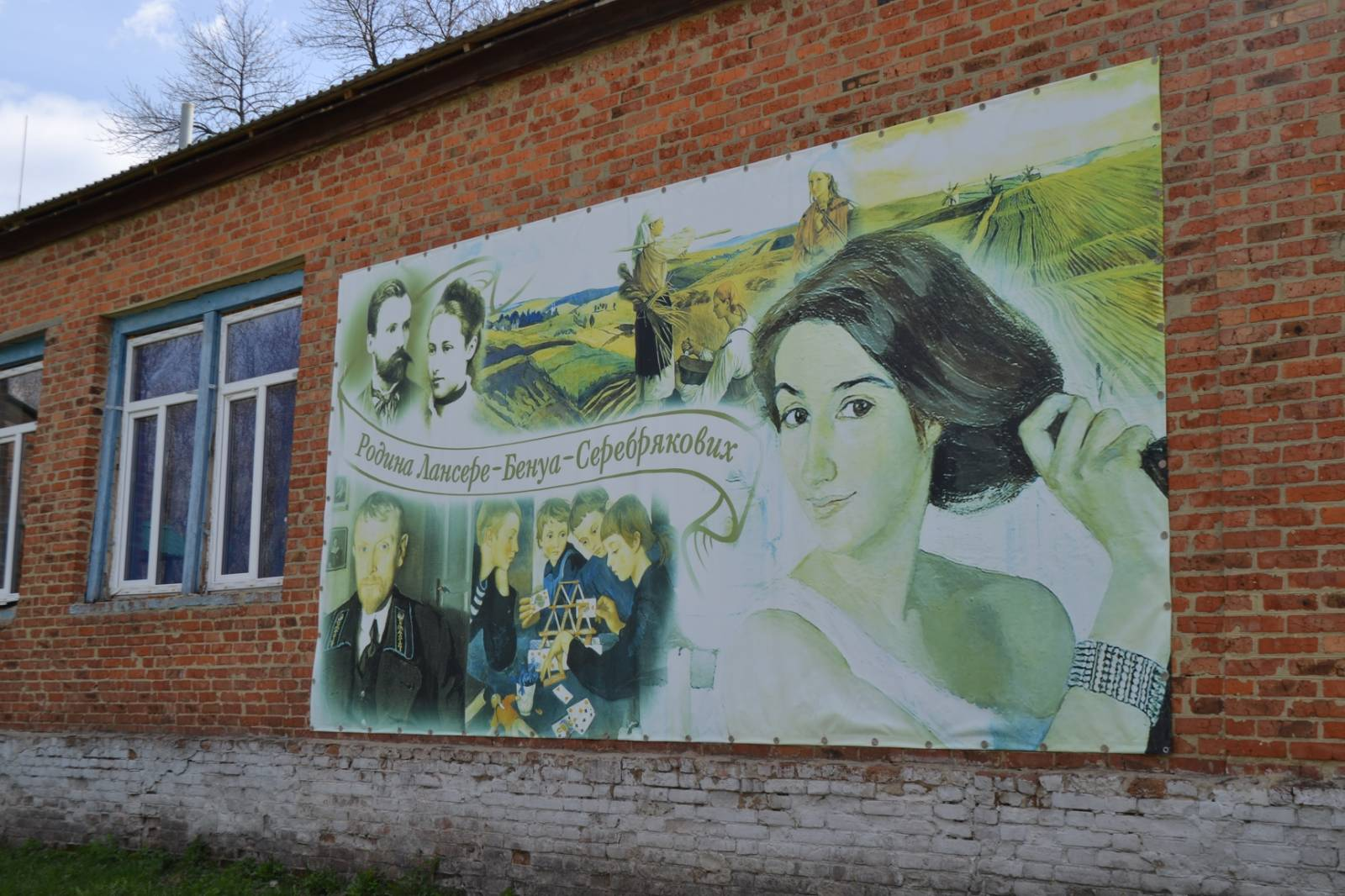
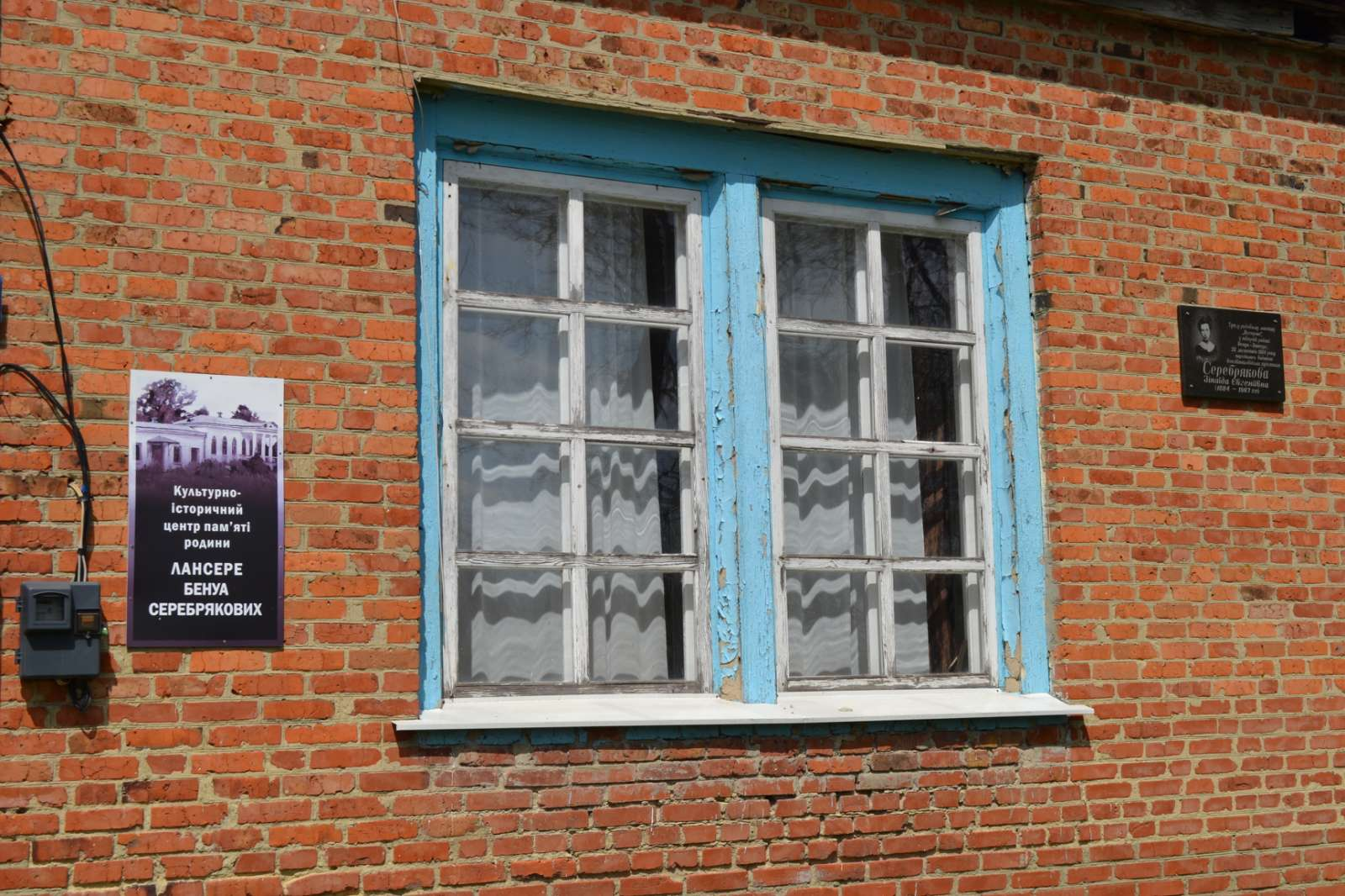
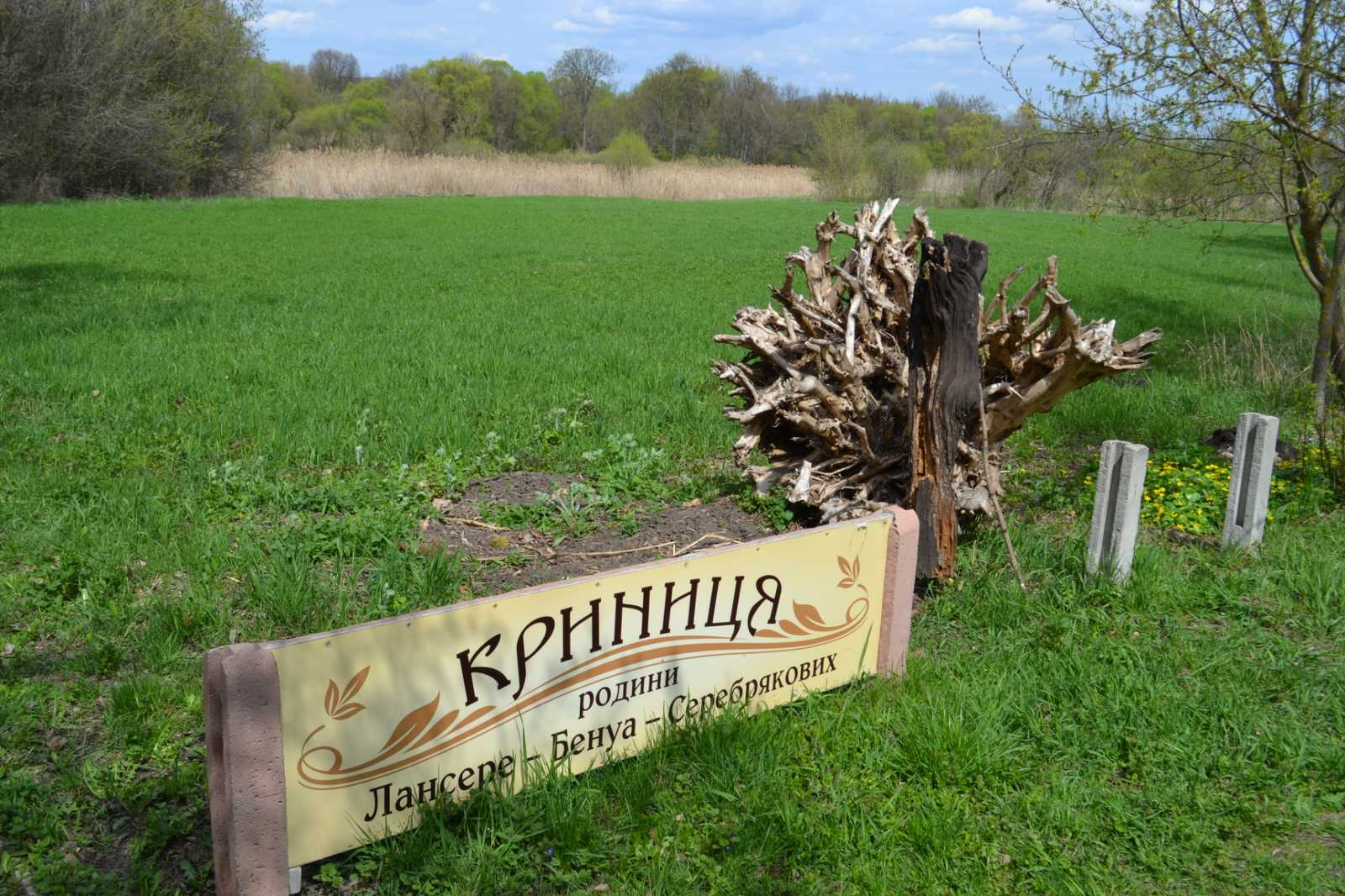
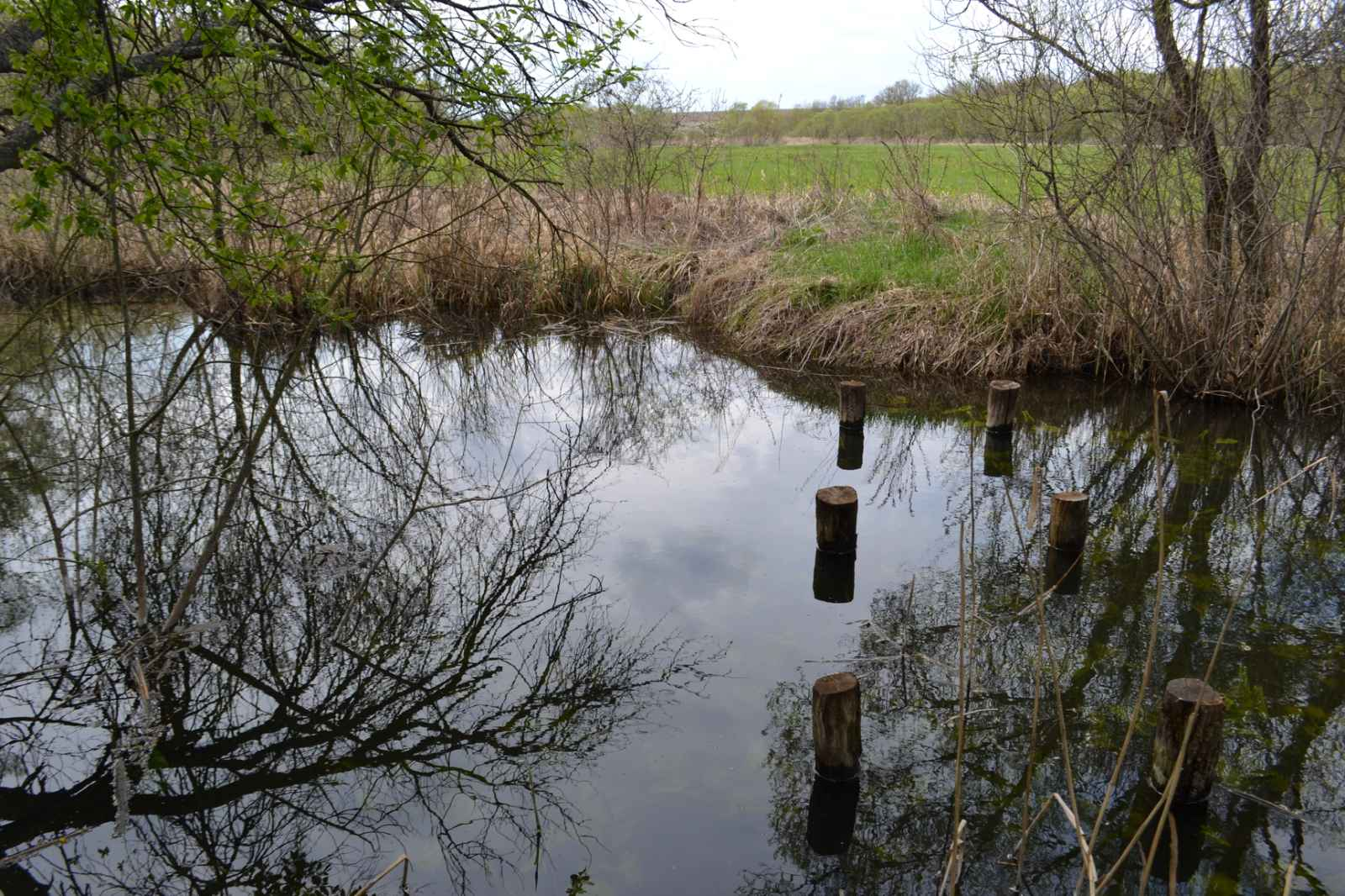
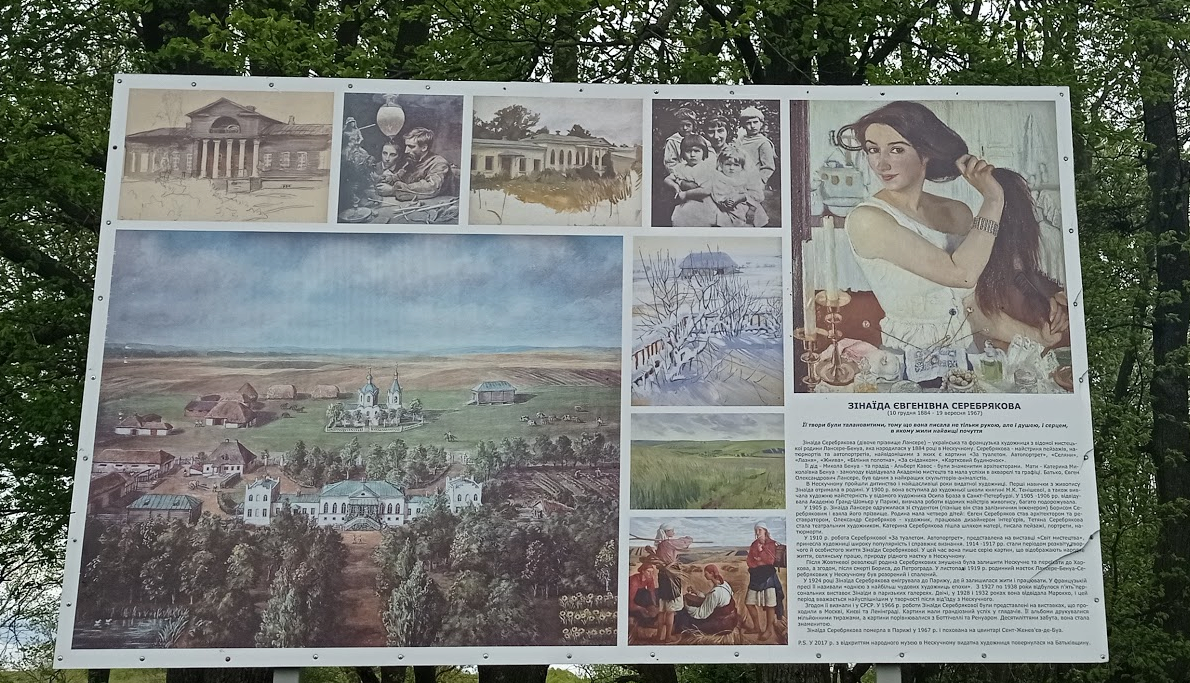

## Транспорт
Через село проходит автомобильная дорога общего пользования местного значения С212517 Русские Тишки — Зеленое.
Автобусное сообщение:
№ 1664 Харьков — Нескучное. Маршрут пролегает от автостанции «Героев Труда» Архивная копия от 27 января 2021 на Wayback Machine, проходит через Циркуны — Русские Тишки — Борщевую — Слобожанское — Липцы — Веселое — Нескучное. Ориентировочное время в пути 50 минут.